# Dahliphora sigmoides
Dahliphora sigmoides är en tvåvingeart som beskrevs av Schmitz 1923. Dahliphora sigmoides ingår i släktet Dahliphora och familjen puckelflugor. Inga underarter finns listade i Catalogue of Life.